# روبرت داربينيان
روبرت داربينيان هو لاعب كرة قدم أرميني في مركز الدفاع، ولد في 4 أكتوبر 1995 في تولياتي في روسيا. لعب مع نادي بانانتس ونادي شيراك.

## وصلات خارجية
- روبرت داربينيان على موقع قاعدة بيانات كرة القدم.إي يو (الإنجليزية)
- روبرت داربينيان على موقع ناشيونال فوتبول تيمز (الإنجليزية)
- روبرت داربينيان على موقع Soccerway.com (الإنجليزية)